# اليعسوب القرمزي
اليعسوب القرمزي (بالإنجليزية: Scarlet dragonfly)‏ هو نوع من اليعسوب من جنس كركوثمس. وتشمل الأسماء المشتركة القرمزي واسع، المشتركة القرمزي-القاذف، القاذف القرمزية واليعسوب القرمزية.

## معرض صور

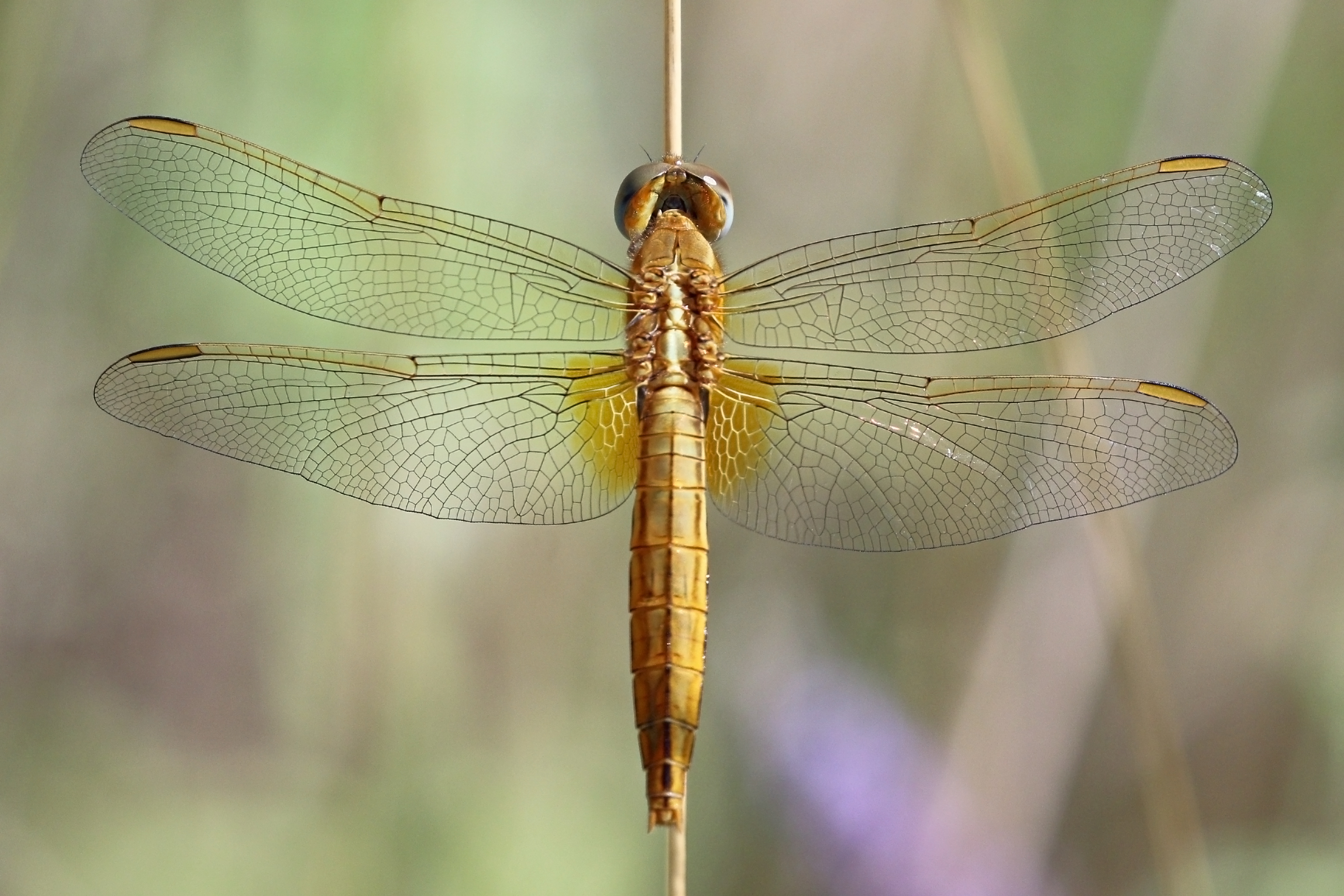
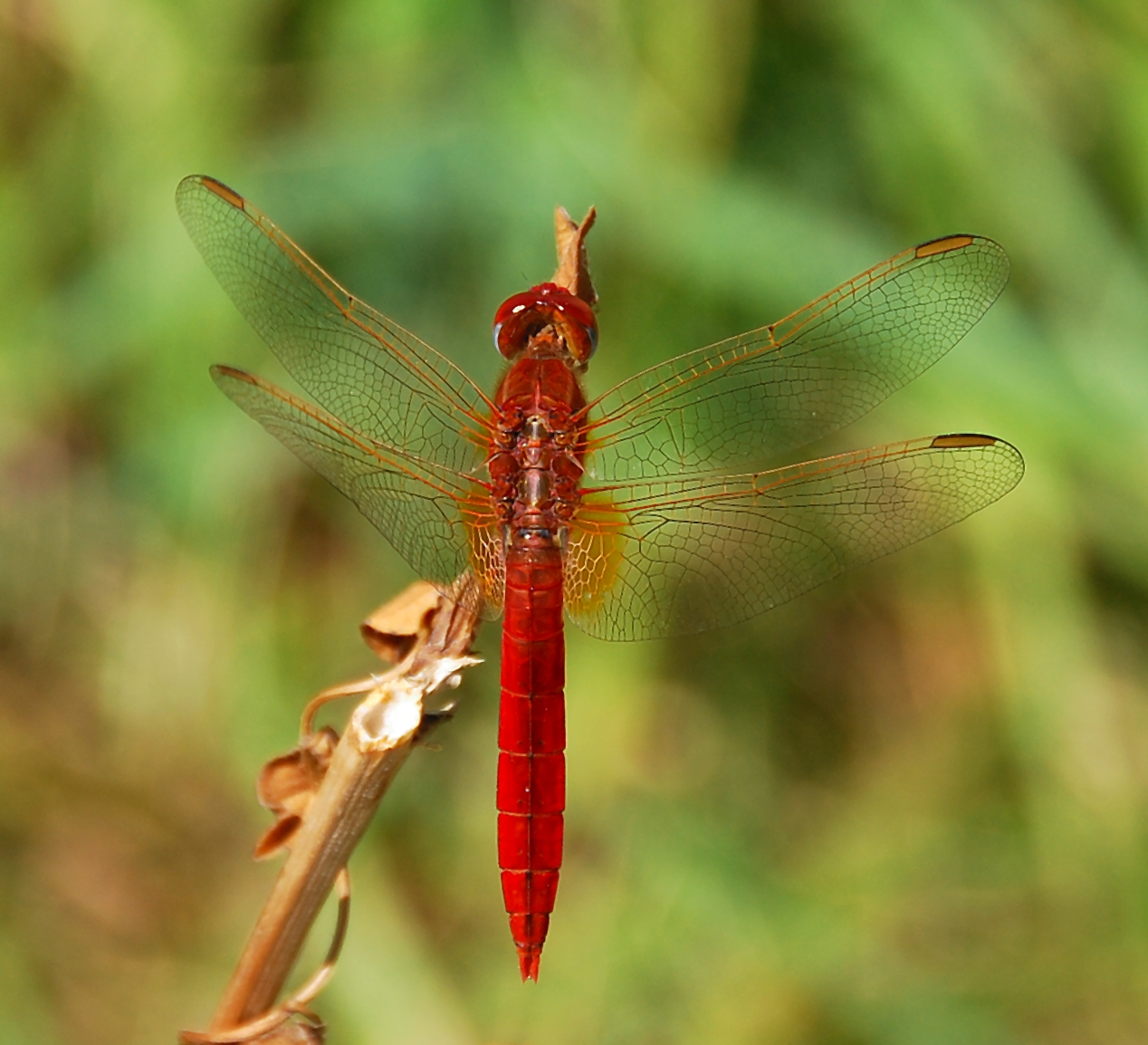
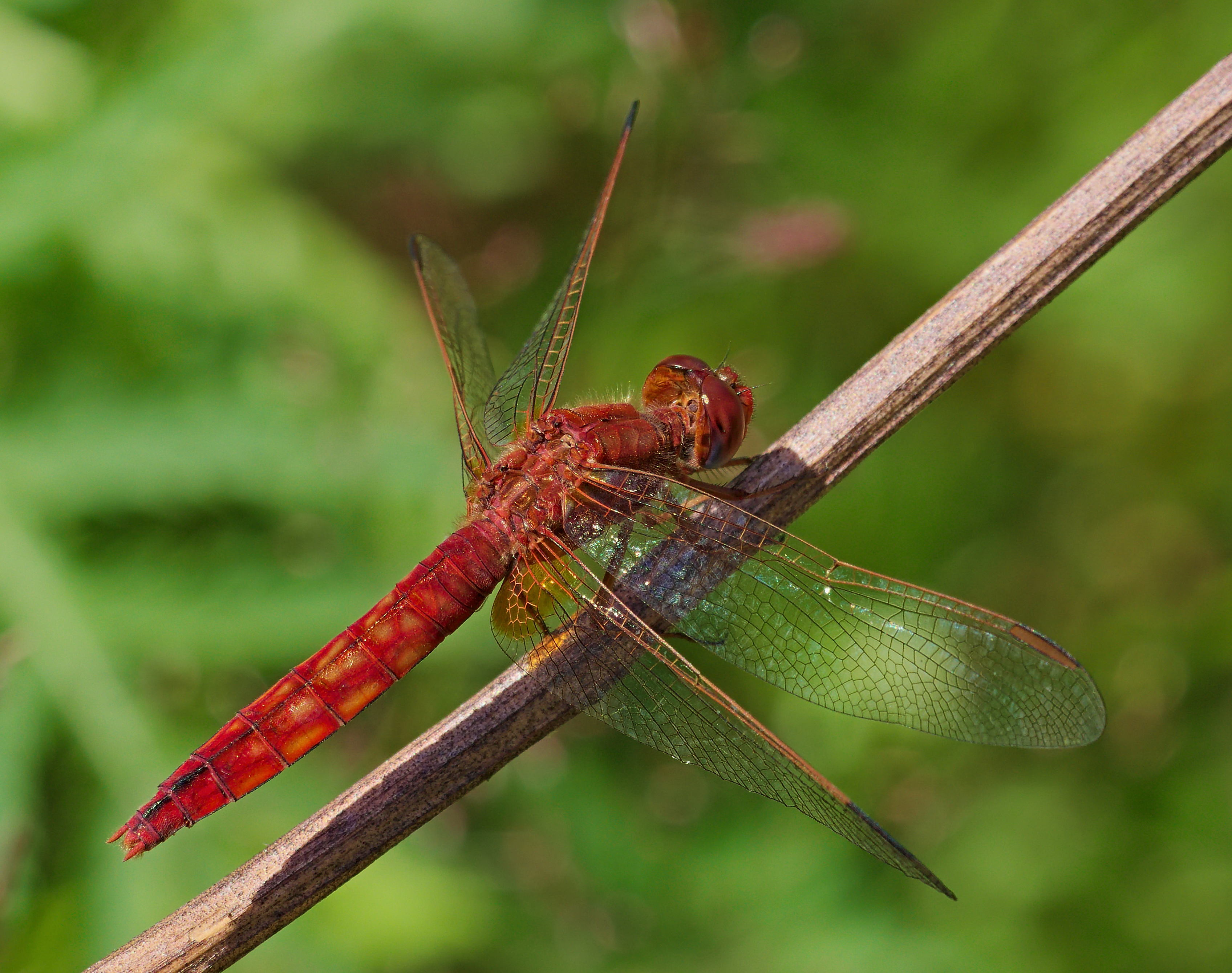